# Onthophagus quadricallosus
Onthophagus quadricallosus là một loài bọ cánh cứng trong họ Bọ hung (Scarabaeidae).